# Erdélyi Magyar Lányok
Az Erdélyi Magyar Lányok ifjúsági folyóirat volt Kolozsvárt 1920. november 15-től 1931. december 20-ig. Szerkesztette Kende János. A lap munkatársai közt Bitay Árpád, György Lajos, Kristóf György, Walter Gyula mellett a fiatal írók közül Bányai László, Dsida Jenő, Kiss Jenő, Kolozsvári Grandpierre Emil, Kováts József, Szalacsi Rácz Imre, Szemlér Ferenc is feltűnik írásaival. A lap Erdély földje képekben című melléklete id. Xántus János szerkesztésében a szülőföld szeretetére nevelt, s Leány Színháza című sorozata 1925-26-ban tíz füzetben ünnepi műsoranyaggal látja el az iskolákat, eredeti írások mellett műfordításokat is közölve, köztük Bitay Árpád Alecsandri-monológját Angelika néni cím alatt s Rajka László számos németből vett átültetését.